# Лист незнайомої
«Лист незнайомої» (нім. Brief einer Unbekannten) — новела австрійського письменника і драматурга Штефана Цвайґа написана у 1922 році.

## Зміст
Новела починається з того, що її головний герой (відомий письменник Р.) отримує лист від незнайомої жінки. Під час читання листа, він дізнається про те, що ця жінка все своє життя кохала тільки його, в листі описуються всі випадки, коли їх життєві шляхи перетиналися.
У листі розповідається, що вона вперше зустріла його тринадцятирічною дівчинкою, коли він заїхав у сусідню квартиру. Два роки вона жила з ним в одному будинку, потім її сім'я переїхала і два роки вона жила в іншому місті, страждаючи від неможливості бачити його. Після чого героїня повертається до Відня, де може знову крадькома бачити коханого. Через рік у них трапляється короткий «роман довжиною в три дні», герой не впізнає в ній сусідську дівчинку, героїня вагітніє. Народжує дитину одна, ні в чому не зізнається і виховує дитину сама. Через 11 років у них трапляється черговий «роман», герой знову не впізнає героїню. Ще через рік помирає дитина і страждаючи від жару хвороби вона пише листа. Хвороба з'їдає героїню, і лист згідно із заповітом було доставлено герою. Той лист, який зараз читає герой.

## Екранізації
- 1948. Лист незнайомої. Найвідоміша екранізація новели Максом Офюльсом. США. У ролях Джоан Фонтейн і Луї Журдан. У 1992 році фільм був обраний до Національного реєстру фільмів США для зберігання в Бібліотеці Конгресу як «культурно, історично або естетично значущий».
- 1957: Лист незнайомої. Режисери: Феліс Аньо, Амор Міо. Мексика. У ролях: Марга Лопес і Артуро де Кордова.
- 2001: Лист незнайомої. Телеверсія. Режисер: Жак Дере. Франція/Німеччина. В головній ролі Ірен Жакоб.
- 2004: Лист незнайомої. Режисер і виконавиця головної ролі: Сюй Цзинлей. Китай.

## Театральні постановки
- 2013: Непізнані. Театр одного актора «Крик». Україна. Режисер і виконавець Михайло Мельник. Прем'єра 27 вересня.
- 2016: Лист незнайомки. Театр Тисячоліття, Київ. Режисер-постановник, автор п'єси - Ольга Канарченко (Попова). Прем'єра 29 листопада.